# 线蕊芋属
线蕊芋属（学名：Filarum）是天南星科的一属。

## 下属物种
本属包括以下物种：
- 线蕊芋 Filarum manserichense Nicolson